# La Presencia (DC Comics)
La Presencia (The Presence en inglés) es un personaje ficticio, una deidad que representa al Dios Abrahámico dentro de las publicaciones y medios relacionados con DC Comics.

## Historial de publicación
La Presencia aparece por primera vez en More Fun Comics #52 como La Voz (The Voice), la "Voz de la presencia" incorpórea que le da poder a Jim Corrigan como El Espectro. Fue creado en esta historia por Jerry Siegel y Bernard Baily.

## Continuidades

### DC comics
La cosmología religiosa del Universo DC es compleja con muchos panteones de deidades que coexisten una junto a la otra. Incluye elementos de múltiples religiones, mitologías y conceptos modernos creados como Los Eternos. No siempre está claro cómo encaja el Dios abrahámico en esto; por ejemplo, una historia particular de la Mujer Maravilla de Eric Luke presentaba a los Titanes griegos peleando contra ángeles judeocristianos y dioses hindúes. Según el escritor Greg Rucka en una entrevista sobre su miniserie Final Crisis: Revelations, "El tipo de regla tácita en el Universo DC es que Dios se sienta por encima de todos los demás".
Los cómics de superhéroes de DC siempre han recurrido a las creencias judeocristianas para los elementos de la trama: la primera aparición de "La Voz" fue en el origen de 1940 de El Espectro, pero tradicionalmente han usado conceptos y nombres sustitutos en lugar de referirse a la deidad judeocristiana directamente. Los cómics se publican bajo el Código de Cómic, un conjunto de pautas éticas elaboradas en la década de 1950 en reacción a la histeria del libro anti-cómic. El Código no se refiere explícitamente a Dios, pero sí dice que "el ridiculizar o atacar a cualquier grupo religioso o racial nunca es permisible". Las revisiones posteriores del Código se redactan en términos de respetar las creencias religiosas y las instituciones religiosas, que pueden cuenta de la indecisión de los cómics cuando se trata de Dios.
La falta de una doctrina central significa que múltiples "aspectos" de Dios han sido introducidos por diferentes escritores. Los ejemplos significativos de sustitutos de Dios incluyen:

#### La voz
La incorpórea "Voz de la Presencia" que habló y dio poder a Jim Corrigan como El Espectro en More Fun Comics #52. Esta es la versión más "activa" del Dios vista en los cómics. En un momento dado, incluso responde las oraciones del Espectro resucitando a la asesinada Sociedad de la Justicia de América. Cuando la Voz pronunció la primera palabra, creó "La Palabra", y ya estaba siendo rastreado por Destino en su libro.

#### La mano
Una imagen de una mano que aparece de una nebulosa se ha hecho referencia en numerosas ocasiones en diferentes cómics de DC como una metáfora para el creador o el misterio que existe en el momento de la creación universal, pero la identidad del ser a quien pertenece la mano ha variado a lo largo del tiempo: Fue visto por primera vez en Green Lantern vol. 2 #40. En Ganthet's Tale, se reveló que era una ilusión creada por los Guardianes para evitar la investigación del comienzo del universo. En Crisis on Infinite Earths # 10, la Mano se convirtió en una paradoja de la predestinación como la mano del malvado Anti-Monitor, que intentó reorganizar toda la existencia en su punto de partida, pero falló. Más tarde se vio a la Mano que descendía desde el Cielo para abrazar a la Gran Oscuridad invasora siendo Etrigan quien afirmó ser la Mano de Dios.
Esta idea fue traída visualmente en  DC Rebirth cuando se vio una mano que atravesaba el tiempo para cambiar la historia. La verdadera identidad del ser que manipula la línea de tiempo permanece desconocida, pero comúnmente se supone que es el Doctor Manhattan.

#### La fuente
El espíritu universal de la cosmología del Cuarto Mundo de Jack Kirby.

#### La presencia
La deidad judeocristiana invisible de la mitología ficticia de ángeles de Grant Morrison.

#### El niño
Un ser que afirma ser una manifestación de Dios que aparece en la forma de un niño con una gorra de béisbol. Aparece por primera vez en la serie Linda Danvers/Supergirl de Peter David. Un personaje similar aparece más tarde en la serie Fallen Angel del mismo autor.

#### Alusiones
Muchas referencias a seres similares parecen ser referencias obvias a la deidad suprema judeocristiana, pero a veces se revelan como otras entidades en el Universo DC. Se supone que algunos eventos de la mitología judeocristiana son parte de la línea de tiempo ficticia del Universo DC, pero a menudo implican una importante licencia artística. Por ejemplo, fue Eclipso (el agente original de la ira de Dios) quien causó el mitológico Gran Diluvio, y fue su reemplazo, al Espectro, quien desató las diez plagas en Egipto y luego separó el Mar Rojo para Moisés. El Universo DC está demostrado en varias ocasiones que se han creado a través de una variación del Big Bang y la evolución humana a través de la selección natural, sin embargo, paradójicamente también tiene un Jardín del Edén, y una versión de Lilit, la primera esposa de Adán (por ejemplo, la serie de Supergirl de Peter David). Una pista para reconciliar esto ocurre en un número de Sandman (reimpreso en The Sandman: Fábulas y reflejos) en el cual Caín, Abel y Eva le cuentan una historia a Daniel Hall (nieto de Carter Hall) sobre su pasado, y Abel dice: "Oh, este que no estaba en la Tierra, Thuy Thu -- "antes de ser silenciado.
Según la serie Lucifer, la Presencia ha dejado vacante su creación y su nieta Elaine Belloc ha ocupado su lugar. Sin embargo, la serie no aborda su relación con los otros aspectos, y sus sucesos han sido en gran medida ignorados por autores posteriores.
En otra historia, el arcángel caído Asmodel invade la Ciudad de Plata con un ejército de ángeles Bull-Host y demonios de Nerón para reclamar el Trono de Dios, solo para que Zauriel le diga que la Presencia no estaba, en realidad, verdaderamente sentada en un trono en el cielo más elevado, él era parte de todo y de todos, parte del Cielo y la Tierra y tal vez incluso del mismo Infierno, y por lo tanto nunca podría ser destronado por ningún rebelde, ya sea un mortal o un ángel. Asmodel es despojado de sus poderes de ángel y condenado al Infierno por la Presencia para que arda por la eternidad por su traición.

### Vertigo Comics
En Hellblazer #64, se dice (pero no se confirma) que Jesús fue concebido por la violación del arcángel Gabriel de una mujer llamada María ("Había cometido violación detrás de un carpintero en Nazaret, y comenzó un ciclo de agonía que terminó en una colina sobre Jerusalén...").
En el mito de The Sandman de Neil Gaiman, los sirvientes angélicos de la Presencia se muestran como residentes de la Ciudad de Plata, un lugar que tiene un estilo sobre el paraíso o "Cielo"; inicialmente se lo denominó como un lugar separado, pero desde entonces ha sido equiparado con el Cielo. Dentro de la ciudad hay dos torres. En la parte superior de la torre más alta, la Torre de lo intencionalmente alto, está el Primer móvil, el Trono de la Luz, donde reside Dios. Los ángeles solo pueden acercarse al Trono si son convocados allí. La segunda torre, más corta, contiene una cámara de audiencias donde se puede escuchar la voz de Dios, el Logos. El Dios de Sandman, nuevamente, nunca se menciona explícitamente por su nombre, y de hecho rara vez se menciona en absoluto, salvo un intercambio entre Anubis y un ángel en Season of Mists: "¿De quién es la autoridad?" "¿De quién crees?"
La serie de Sandman teje una explicación para las muchas deidades míticas aparte de la Presencia en el Universo DC. Se los describe como originarios del reino del Sueño, nacidos de los deseos y temores de la gente. Toman su poder de las oraciones que se les envían y mueren cuando ya no son reverenciadas y finalmente olvidadas.
Un personaje significativo en la serie de Sandman es el ángel caído Lucifer Morningstar, que gobierna en el Infierno. En Season of Mists, él renuncia a su trono y abandona el Infierno. Su historia, y las referencias casi bíblicas que lo rodean, se expande en la serie Lucifer de Mike Carey. Dios, la Presencia, en esa serie recibe el nombre de Yahweh. Él es el padre de Lucifer de Michael Demiurgos. La serie de Lucifer representa dioses de religiones distintas de las tres religiones monoteístas abrahámicas, incluidos los dioses sin forma ideados por los humanos más antiguos antes del advenimiento del lenguaje, e incluso pequeños dioses de crustáceos efímeros que se originan de las esperanzas y temores del camarón. Desde el final de la serie, la Presencia ha dejado vacante su creación, y su nieta Elaine Belloc ha tomado su lugar. Cómo esto afecta otros aspectos de la Presencia todavía no se han visto.

## Poderes y habilidades
La Presencia es la encarnación del Dios Abrahámico en el Universo DC.
La Presencia puede hacerlo todo, sin excepción, no tiene límite su poder (es inconmensurable). Simplemente está por encima de todo en el universo DC, tiene la capacidad de empoderar a varios ángeles, incluidos a El Espectro, Eclipso y Michael Demiurgos. La Presencia puede resucitar a los muertos. Cuando el ángel caído Asmodel invadió la ciudad de plata en un intento de destruir la presencia, se afirmó que la presencia está en todas partes, y no puede ser destruida.
Aunque la Presencia ha declarado en Lucifer que él es infinito y eterno, también dijo que fue formado por fuerzas externas, confirmadas por Mike Carey como los pensamientos e imaginaciones de la humanidad. En el volumen 2 de la serie de Lucifer, uno de sus arcángeles caídos lo mató temporalmente, o lo dañó severamente, blandiendo una espada de su propia creación.
Sin embargo, debido a que la serie de Lucifer está ubicada en el Universo Vertigo, que se encuentra separada de la DCU principal, esto solo puede aplicarse a la versión actual de Vértigo de La Presencia y no a La Presencia de la misma DCU (aunque esto ya no es compatible desde que DC Rebirth fusionó Vertigo, WildStorm y Milestone juntos, y también trajo el universo de Watchmen). Esto es respaldado por el hecho de que La Presencia está viva (y sin cambios) en la DCU principal.

## En otros medios
- La "Mano del Creador", de los cómics de Green Lantern y de la Crisis, hizo una aparición en la serie animada Liga de la Justicia Ilimitada en el 13° episodio de la primera temporada "El pasado y el Futuro Parte 2: Tiempo Alterado". Se ve hacia al final del episodio cuando Batman y Green Lantern persiguen a Chronos al principio de los tiempos. Cronos esperaba que viajando allí, podría convertirse en Dios.

- La "Mano del Creador" también aparece en el último episodio de la segunda temporada de Linterna Verde: La Serie Animada, "Dark Matter". Después de obtener el dispositivo utilizado para viajar en el tiempo desde la cabeza del Anti-Monitor, el A.I dañado. Aya lo usó para viajar al principio de los tiempos con el fin de manipular la mano en un intento de hacerlo para que el universo fuera creado sin vida orgánica. Después de herir gravemente a Razer, Aya volvió a su yo normal y luego manipuló la mano de nuevo para que la creación del mundo procediera de forma normal.